# Constellation-klass

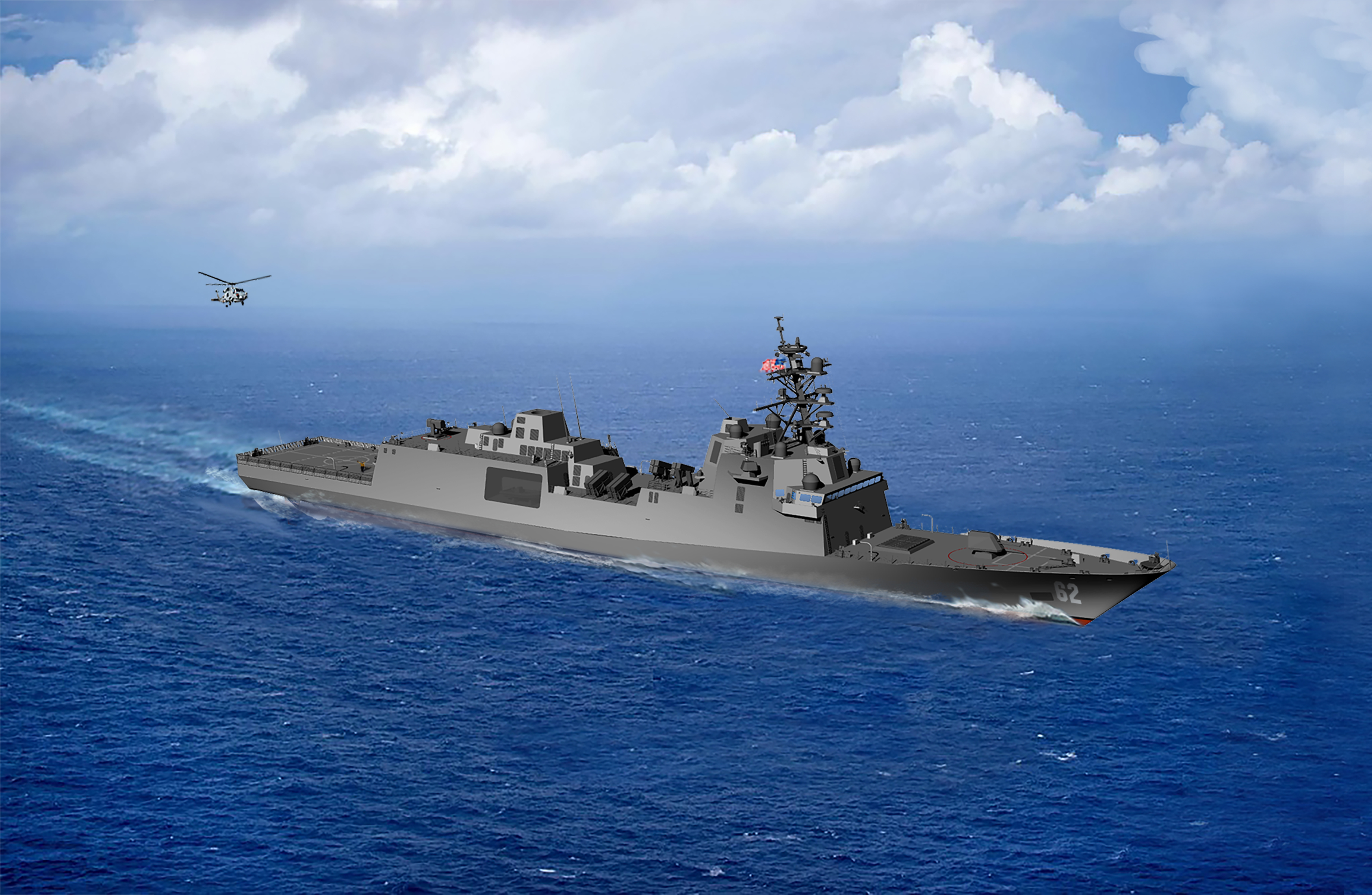
Konceptbild från 2020.

Constellation-class är en fartygsklass av robotbestyckade fregatter som är under utveckling för USA:s flotta. Det första fartyget i klassen beräknas tas i tjänst år 2026.

## Fartyg
| Namn                       | Nummer |
| -------------------------- | ------ |
| USS Constellation (FFG-62) | FFG-62 |
| Congress                   | FFG-63 |
| Chesapeake                 | FFG-64 |